# Jahīz Khāneh
Jahīz Khāneh (persiska: جهیز خانه) är en ort i Iran.   Den ligger i provinsen Khorasan, i den nordöstra delen av landet, 700 km öster om huvudstaden Teheran. Jahīz Khāneh ligger 1 072 meter över havet och antalet invånare är 101.
Terrängen runt Jahīz Khāneh är platt åt nordväst, men åt sydost är den kuperad.Runt Jahīz Khāneh är det ganska tätbefolkat, med 185 invånare per kvadratkilometer. Närmaste större samhälle är Khvosh Havā, 5,2 km väster om Jahīz Khāneh. Omgivningarna runt Jahīz Khāneh är i huvudsak ett öppet busklandskap.